# Bunaea atlanta
Bunaea atlanta är en fjärilsart som beskrevs av Abel Dufrane 1953. Bunaea atlanta ingår i släktet Bunaea och familjen påfågelsspinnare. Inga underarter finns listade i Catalogue of Life.